# Drömmen om landet
Drömmen om landet är en reality-TV-serie i SVT. Säsong 1 började sändas 6 februari 2012. Säsong 2 började sändas 28 januari 2013. 
I Drömmen om landet får fyra barnfamiljer från svenska storstäder prova på att förverkliga sina drömmar och under en sommarmånad lämna det stressiga storstadslivet för att bo på den svenska landsbygden. Där får de i uppgift att driva och rusta upp var sin näringsverksamhet och ibland tillhörande bostad. Serien följer deras arbete och utmaningar, relationsförändringar och upptäckter i de nya miljöerna.

## Säsong 1
Familjen Fourén får driva Gästgivargården i byn Tjällmo i Östergötland. Familjen Borgström får sköta en bondgård på Malsta gård i Södermanland. Familjen Jonsson–Ekberg får driva en pizzeria i Ljugarn på Gotland. Familjen Yourstone får sköta en båtmack på Kymmendö i Stockholms skärgård. 

## Säsong 2
Familjen Loverfelt bor i Vällingby utanför Stockholm och ska driva ett bed and breakfast i Brantevik på Österlen i Skåne. Familjen Pineda-Cortes bor i Upplands-Väsby och ska driva en bondgård på Öland med bland annat kor, grisar, hästar och höns. Familjen Sedin-Ohrankämmen bor i Högsbo utanför Göteborg och ska driva en getgård utanför Valdemarsvik i Östergötland. Familjen Sabel, bor på Lidingö i Stockholm och ska driva Tyllsnäs Vandrarhem & Camping i Borlänge, där de bland annat ska sköta inköp och servering på dansbandskvällarna på campingen.